# Castilleja de la Cuesta
Castilleja de la Cuesta este un municipiu în provincia Sevilia, Andaluzia, Spania cu o populație de 16.316 locuitori.
1. ↑  Nomenclátor Geográfico de Municipios y Entidades de Población (20240402 edition)